# Суличевка
Суличевка (укр. Суличівка) — село в Репкинском районе Черниговской области Украины. Население 100 человек. Занимает площадь 2,17 км². В селе расположена Церковь Рождества Богородицы — православный храм и памятник архитектуры местного значения.
Код КОАТУУ: 7424484403. Почтовый индекс: 15063. Телефонный код: +380 46241.

## Власть
Орган местного самоуправления — Малолиственский сельский совет. Почтовый адрес: 15063, Черниговская обл., Репкинский р-н, с. Малый Листвен, ул. Центральная,13.